# Аристарх Тегейский
Аристарх Тегейский (др.-греч. Αρίσταρχος ο Τεγεάτης) — крупный древнегреческий драматург.
Родился в Тегее (Аркадия, Пелопоннес). Аристарх жил в середине V века до н. э. и был, таким образом, современником Софокла и Еврипида. Работал в Афинах. Всего создал 70 пьес для театра, до нас дошли названия трёх его трагедий: «Ахилл», «Асклепий» и «Тантал». От первой благодаря римскому драматургу Эннию сохранилась также одна цитата. Аристарх, возможно, дожил до 100 лет. Дважды он выигрывал соревнования драматургов, а одну из своих пьес написал, как сообщается, для бога в благодарность за исцеление от болезни.